# Laephotis
Laephotis is een geslacht van zoogdieren uit de familie van de gladneuzen (Vespertilionidae). De wetenschappelijke naam van het geslacht werd in 1901 gepubliceerd door Oldfield Thomas.

## Soorten
Er worden 9 soorten in dit geslacht geplaatst:
- Laephotis angolensis Monard, 1935
- Laephotis capensis (A. Smith, 1829)
- Laephotis kirinyaga Monadjem, B. D. Patterson, Webala, & Demos, 2020
- Laephotis malagasyensis (R. L. Peterson, Eger, & L. Mitchell, 1995)
- Laephotis matroka (O. Thomas & Schwann, 1905)
- Laephotis namibensis Setzer, 1971
- Laephotis robertsi (Goodman, P. J. Taylor, F. Ratrimomanarivo, & Hoofer, 2012)
- Laephotis stanleyi (Goodman, T. Kearney, M. M. Ratsimbazafy, & Hassanin, 2017)
- Laephotis wintoni O. Thomas, 1901